# 托尔明模型
托尔明模型（Toulmin Model），是一种有效证实和阐述自己观点的方法。它是被史蒂芬·托尔明创建的。主要用于辩论会和演讲稿中。

## 步骤
1.主張（claim）
先主張一個值得確立的觀點。例如，如果一個人試圖讓聽眾相信他是英國公民，則該聲明將是「我是英國公民」。
2.根據（事實、證據、數據）（Ground）
把先前主張的論點提出有根據性的事實作為主張的基礎。 例如，第一點中介紹的人可以用「我出生在倫敦」來支持他的主張。
3.論證（Warrant）
把先前的根據與主張進行連結。 例如把先前在1中提到的「我是英國公民」及2的「我出生於倫敦」進行連結，通常會需要法律或先例上的根據，並解釋1與2之間的關聯，例如：「按照英國國法，在英國領地內出生的男人在法律上即成為英國公民」。
4.支持（backing）
有更多的論述來支撐先前論證；當論點本身對讀者或聽眾沒有足夠的說服力時，就必須引入支持。例如：「我在倫敦接受過律師培訓，專門研究公民身份，所以我知道在倫敦出生的人在法律上將是英國公民」。
5.限制（Rebuttal）
提出此論點的限制之處。例如：「有許多使英國公民失去國籍的理由，例如背叛了英國並成為他國的間諜，但我並無任何的前科。」
6.條件限制（Qualifier）
在最後使用堅定的字句並陳述結論，此時盡量不可使用不確定性的字句，例如「大概」「也許」「可能」等詞。按照先前的例子，就可以使用「由此可知，我絕對是英國的公民。」作為論點的收尾。

## 应用
应用于IB课程中的“个人与社会”（individual and society）。